# Santi Urdiales
Santiago Urdiales Márquez (30 de marzo de 1980, Santander, Cantabria, España), conocido como Santi Urdiales, es un exjugador y entrenador de balonmano español.

## Biografía
Nació en Santander donde comenzó a jugar al balonmano en los equipos base del Balonmano Cantabria, incorporándose definitivamente al primer equipo en la temporada 1998-99.
En la temporada 2001-02 cambió de equipo y fichó por el Balonmano Ciudad Real, actualmente forma parte del BM Caserío de Ciudad Real, del que es entrenador del equipo con el que ha ascendido en la temporada 2024/2025 a la Liga Asobal siendo campeón de la fase de ascenso disputada en Ciudad Real.

## Trayectoria

### Como jugador
- Teka Cantabria (1997-2001)
- Balonmano Ciudad Real (2001-2004)
- Teka Cantabria (2004-2006)
- Ademar León (2006-2008)
- Portland San Antonio (2008-2012)
- ADC Cátedra 70 (2012-2013)

### Como entrenador
- ADC Cátedra 70 "B" (2012-2013)
- ADC Cátedra 70 (2013-2015)
- BM Caserío (2015-actualidad)

- Datos: Q1526992